# Fingerotter

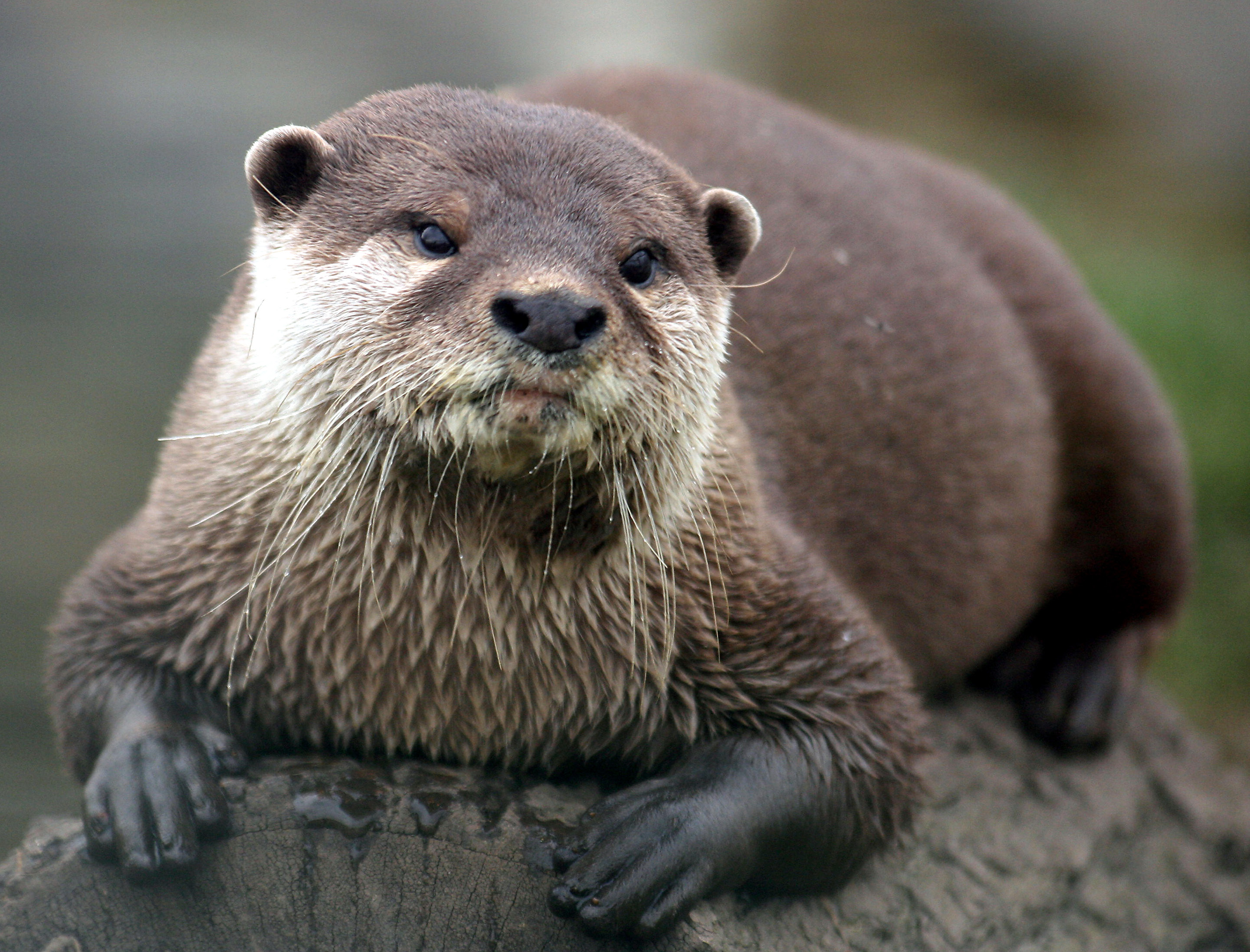
Zwergotter; gut zu sehen die Vorderpfoten.

Die Fingerotter (Aonyx) sind eine in Afrika und Asien lebende Raubtiergattung aus der Unterfamilie der Otter (Lutrinae) innerhalb der Familie der Marder (Mustelidae). Die Gattung umfasst drei Arten.

## Allgemeines
Namensgebendes Merkmal der Fingerotter sind die Vorderpfoten, bei denen die Krallen stark rückgebildet sind oder gänzlich fehlen und so menschlichen Fingernägeln ähneln. Verstärkt wird dieser Eindruck durch die rückgebildeten Schwimmhäute und durch die relativ große Beweglichkeit der einzelnen Zehen. Das Fell dieser Tiere ist bräunlich gefärbt, die Unterseite ist heller; an Gesicht, Kehle und Brust können weiße Flecken vorhanden sein. Wie alle Otter haben sie einen lang gestreckten Körper mit kurzen Beinen und einen muskulösen Schwanz. Fingerotter erreichen eine Kopfrumpflänge von 60 bis 100 Zentimeter, eine Schwanzlänge von 40 bis 71 Zentimeter und ein Gewicht von 13 bis 34 Kilogramm, sind also deutlich schwerer als der Zwergotter oder auch der europäische Fischotter.
Fingerotter sind vorwiegend dämmerungs- oder nachtaktiv, gehen in von Menschen unberührten Regionen aber auch tagsüber auf Nahrungssuche. Aufgrund ihrer rückgebildeten Krallen graben sie keine eigenen Baue, sondern ziehen sich zur Ruhe unter Baumstämme oder in dichte Vegetation zurück. Sie leben zwar eher einzelgängerisch, die Reviere von mehreren Tieren können sich aber gänzlich überlappen und manchmal verteidigen diese Tiere die Reviergrenzen gemeinsam oder gehen zusammen auf Nahrungssuche.
Nach einer rund 63-tägigen Tragzeit bringt das Weibchen zwei oder drei Jungtiere zur Welt, welche für rund ein Jahr bei der Mutter bleiben.

## Systematik
Innerhalb der Fingerotter werden drei Arten unterschieden:
- Der Kapotter (Aonyx capensis) ist in weiten Teilen Afrikas südlich der Sahara beheimatet, sein Verbreitungsgebiet erstreckt sich vom Senegal bis Äthiopien und südwärts bis Südafrika. Er bewohnt eine Reihe von Lebensräumen, darunter Regenwälder, Küstenregionen und sogar Halbwüsten, ist aber immer in der Nähe von Gewässern zu finden. Dabei bevorzugt er Seen und schlammige Flüsse, kommt aber auch im Brackwasserbereich und entlang der Meeresküsten vor. Bei der Nahrungssuche nimmt er im Gegensatz zu anderen Ottern die Beute nicht mit dem Mund, sondern mit den Vorderpfoten auf. Seine harten, breiten Backenzähne deuten an, dass er vorwiegend von Weichtieren und Krebstieren lebt. Er ist eine der häufigeren Otterarten und nicht bedroht.
- Der Kongootter- oder Kleinzahn-Fingerotter (Aonyx congicus) ist auf das zentrale Afrika beschränkt. Sein Verbreitungsgebiet reicht vom südlichen Kamerun im Nordwesten bis Uganda im Nordosten und den Norden Angolas im Süden. Sein Lebensraum sind Sumpfgebiete und kleine Flüsse im tropischen Regenwald. Seine Zähne sind spitzer und schärfer als die des Kapotters, vermutlich ernährt er sich in stärkerem Ausmaß von kleinen Wirbeltieren und Eiern. Über seine Lebensweise ist kaum etwas bekannt.
- Der Zwergotter (Aonyx cinerea), manchmal auch als Kurzkrallenotter bezeichnet, ist eine in Südostasien verbreitete Raubtierart. Er wurde früher als Amblonyx cinerea in eine eigene Gattung gestellt.

## Gefährdung und Schutz
Alle Arten der Gattung Fingerotter werden von der Weltnaturschutzunion IUCN in der Roten Liste gefährdeter Arten angeführt. Der Kapotter und der Kleinkrallen- oder Kongo-Fingerotter werden als nicht gefährdet (Least Concern) gesehen; der Zwergotter wird als gefährdet (Vulnerable) beurteilt.
Die Ottergattung Fingerotter wird in verschiedenen Stufen unter Schutz gestellt. Im Washingtoner Artenschutzübereinkommen CITES werden nur die Populationen Kameruns und Nigerias der Unterart Aonyx capensis microdon in Appendix I geführt. Sie werden damit als unmittelbar gefährdete Bestände mit einem Handelsverbot belegt. Alle anderen Populationen wie auch sämtliche Arten der Unterfamilie Lutrinae sind in Appendix II enthalten. Für sie gilt ein eingeschränktes Handelsrecht.
Analog dazu und mit der gleichen Konsequenz listet die Europäische Union die Fingerotter in Anhang A und B der EU-Artenschutzverordnung (EG) Nr. 338/97 bzw. der Änderung durch EG-Verordnung 407/2009.
Dies setzt sich auch im Bundesnaturschutzgesetz der Bundesrepublik Deutschland fort. Hier wird die Unterart Aonyx capensis microdon als streng geschützt bezeichnet, alle weiteren Arten werden als besonders geschützt ausgewiesen.